# Liste der Naturdenkmale im Landkreis Wolfenbüttel
Die Liste der Naturdenkmale im Landkreis Wolfenbüttel nennt die Naturdenkmale im Landkreis Wolfenbüttel in Niedersachsen.
Am 31. Dezember 2017 gab es nach der Statistik des Niedersächsischen Landesbetrieb für Wasserwirtschaft, Küsten- und Naturschutz im Landkreis Wolfenbüttel insgesamt 52 Naturdenkmale im Zuständigkeitsbereich der unteren Naturschutzbehörde.

## Naturdenkmale

### Baddeckenstedt
In der Samtgemeinde Baddeckenstedt gab es diese Naturdenkmale.
| Bild            | Bezeichnung                   | Ort, Lage                                                 | Beschreibung | Schutzzweck | Nummer      |
| --------------- | ----------------------------- | --------------------------------------------------------- | ------------ | ----------- | ----------- |
| Fotos hochladen | 2 Schwarzkiefern              | Baddeckenstedt Zur Rast (52° 5′ 21,5″ N, 10° 13′ 55,6″ O) |              |             | ND WF 00032 |
| Fotos hochladen | Bäume im Park des Arnold Otto | Klein Elbe Hauptstraße (52° 4′ 34,9″ N, 10° 15′ 51,1″ O)  |              |             | ND WF 00034 |

### Cremlingen
In Cremlingen gab es diese Naturdenkmale.
| Bild            | Bezeichnung | Ort, Lage                                                                 | Beschreibung | Schutzzweck | Nummer      |
| --------------- | ----------- | ------------------------------------------------------------------------- | ------------ | ----------- | ----------- |
| Fotos hochladen | Eiche       | Weddel südlich des Ortes. Pfingstanger (52° 15′ 58,5″ N, 10° 37′ 25,4″ O) |              |             | ND WF 00041 |

### Elm-Asse
In der Samtgemeinde Elm-Asse gab es diese Naturdenkmale.
| Bild                          | Bezeichnung                  | Ort, Lage                                                                 | Beschreibung                                                           | Schutzzweck | Nummer      |
| ----------------------------- | ---------------------------- | ------------------------------------------------------------------------- | ---------------------------------------------------------------------- | ----------- | ----------- |
| BW                            | Kalksinterquellen            | Denkte (52° 9′ 15,7″ N, 10° 37′ 49,4″ O)                                  |                                                                        |             | ND WF 00063 |
| BW                            | Linde                        | Hedeper Lindenberg (52° 3′ 51,5″ N, 10° 40′ 59,2″ O)                      |                                                                        |             | ND WF 00011 |
| BW                            | Linde                        | Kissenbrück Hinter der Kirche (52° 6′ 27,9″ N, 10° 35′ 41,6″ O)           |                                                                        |             | ND WF 00014 |
| BW                            | 2 Linden                     | Groß Biewende Am Berge, Kirche (52° 5′ 51,4″ N, 10° 37′ 35,7″ O)          |                                                                        |             | ND WF 00002 |
| BW                            | Schwarzkiefer                | Remlingen Schöppenstedter Straße (52° 6′ 48,9″ N, 10° 40′ 26,9″ O)        |                                                                        |             | ND WF 00024 |
| BW                            | Traueresche                  | Timmern (52° 4′ 54,8″ N, 10° 40′ 20,6″ O)                                 |                                                                        |             | ND WF 00008 |
| BW                            | Eiche                        | Eilum am Zimterberge nördlich des Ortes (52° 9′ 57,3″ N, 10° 43′ 22,9″ O) |                                                                        |             | ND WF 00016 |
| BW                            | Findling mit Hügelgrab       | Eilum am Zimterberge nördlich des Ortes (52° 9′ 57,4″ N, 10° 43′ 22,9″ O) |                                                                        |             | ND WF 00017 |
| BW                            | Linde                        | Kneitlingen Friedhofsweg (52° 10′ 22,5″ N, 10° 45′ 45,6″ O)               |                                                                        |             | ND WF 00026 |
| BW                            | Eulenspiegellinde            | Kneitlingen Bockslager (52° 10′ 33,5″ N, 10° 45′ 43,5″ O)                 | Die Linde am nördlichen Dorfrand wurde 1975 unter Schutz gestellt.     |             | ND WF 00028 |
| BW                            | Linde                        | Kneitlingen Kirchweg (52° 10′ 30,7″ N, 10° 45′ 45″ O)                     |                                                                        |             | ND WF 00029 |
| BW                            | Baum des Lebens              | Kneitlingen Am Sandberg (52° 10′ 31,1″ N, 10° 45′ 50,4″ O)                |                                                                        |             | ND WF 00030 |
| BW                            | Lärche                       | Kneitlingen Ringstraße (52° 10′ 26,5″ N, 10° 45′ 42,6″ O)                 |                                                                        |             | ND WF 00031 |
| BW                            | Buchengruppe                 | Kneitlingen Am Waldrand des Elm (52° 10′ 54″ N, 10° 45′ 59,7″ O)          |                                                                        |             | ND WF 00062 |
| BW                            | Eiche                        | Schliestedt Am Thieberg (52° 8′ 1,7″ N, 10° 48′ 27,5″ O)                  | Die Friedenseiche Schliestedt                                          |             | ND WF 00061 |
| BW                            | Friedenseiche                | Schöppenstedt Höhenweg (52° 9′ 4,2″ N, 10° 46′ 35,7″ O)                   |                                                                        |             | ND WF 00001 |
| BW                            | Platane                      | Schöppenstedt An der Kirche (52° 8′ 42,5″ N, 10° 46′ 34,7″ O)             |                                                                        |             | ND WF 00036 |
| BW                            | Ginkgo-Baum in Schöppenstedt | Schöppenstedt Neue Straße (52° 8′ 36,4″ N, 10° 46′ 44,9″ O)               |                                                                        |             | ND WF 00066 |
| BW                            | Linde                        | Warle Lindenstraße (52° 6′ 56,6″ N, 10° 48′ 39,1″ O)                      |                                                                        |             | ND WF 00022 |
| Fotos hochladen               | Galgenberg                   | Vahlberg nördlich von Klein Vahlberg (52° 7′ 39,9″ N, 10° 43′ 8,1″ O)     | mit einer Eiche bestandenes Hügelgrab                                  |             | ND WF 00005 |
| mehr Fotos \| Fotos hochladen | Meescheberg                  | Vahlberg südlich von Klein Vahlberg (52° 7′ 8,8″ N, 10° 42′ 56,4″ O)      | Hügelgrab. Die darauf stehende Linde wurde von einem Sturm abgeknickt. |             | ND WF 00006 |

### Oderwald
In der Samtgemeinde Oderwald gab es diese Naturdenkmale.
| Bild            | Bezeichnung           | Ort, Lage                                                 | Beschreibung | Schutzzweck | Nummer      |
| --------------- | --------------------- | --------------------------------------------------------- | --- | ----------- | ----------- |
| BW              | Linde mit Steinkreuz  | Bornum (52° 5′ 20,2″ N, 10° 35′ 44,7″ O)                  | |             | ND WF 00004 |
| BW              | Linde                 | Bornum Lindenplatz (52° 5′ 19,7″ N, 10° 35′ 40,1″ O)      | Die Dorflinde war der Wappenbaum von Bornum. Sie wurde 1872 nach dem Deutsch-Französischen Krieg gepflanzt. Der Baum wurde am 3. Dezember 2009 wegen mangelnder Standsicherheit gefällt; Neupflanzung. |             | ND WF 00007 |
| BW              | 2 Gutsteiche          | Dorstadt (52° 5′ 54,8″ N, 10° 34′ 8,2″ O)                 | |             | ND WF 00049 |
| BW              | Entenfang             | Heiningen Dorfstraße (52° 4′ 15,2″ N, 10° 33′ 27″ O)      | |             | ND WF 00050 |
| Fotos hochladen | Heininger Ziegelteich | Heiningen An der Ziegelei (52° 4′ 12,7″ N, 10° 31′ 30″ O) | |             | ND WF 00052 |
| BW              | Okertalarm bei Ohrum  | Ohrum (52° 7′ 36,4″ N, 10° 33′ 57,3″ O)                   | |             | ND WF 00039 |
| BW              | Alte Kirchlinde       | Ohrum (52° 7′ 9,5″ N, 10° 33′ 52,9″ O)                    | |             | ND WF 00055 |
| BW              | 4 Winterlinden        | Ohrum (52° 7′ 11,6″ N, 10° 33′ 50,8″ O)                   | |             | ND WF 00056 |
| BW              | Mergelgrube bei Ohrum | Ohrum (52° 6′ 59,6″ N, 10° 32′ 16,1″ O)                   | |             | ND WF 00059 |

### Schladen-Werla
In Schladen-Werla gab es diese Naturdenkmale.
| Bild            | Bezeichnung               | Ort, Lage                                                                         | Beschreibung | Schutzzweck | Nummer      |
| --------------- | ------------------------- | --------------------------------------------------------------------------------- | ------------ | ----------- | ----------- |
| BW              | Eiche                     | Gielde Am Eichbergsportplatz (52° 2′ 27,5″ N, 10° 29′ 5,3″ O)                     |              |             | ND WF 00044 |
| BW              | Friedenseiche von 1866    | Hornburg Hinter dem Hagenberg (52° 1′ 32,9″ N, 10° 36′ 26,8″ O)                   |              |             | ND WF 00019 |
| BW              | Friedenseiche von 1870/71 | Hornburg Auf dem Hagenberg (52° 1′ 33,6″ N, 10° 36′ 25,6″ O)                      |              |             | ND WF 00020 |
| BW              | Sadowaeiche               | Hornburg Iberg (52° 1′ 41,4″ N, 10° 35′ 51,9″ O)                                  |              |             | ND WF 00021 |
| BW              | Eiche                     | Schladen im Wald westlich nahe AS Schladen-Nord (52° 1′ 37,2″ N, 10° 30′ 32,4″ O) |              |             | ND WF 00046 |
| Fotos hochladen | Grotjahneiche             | Schladen (52° 1′ 27,3″ N, 10° 32′ 4,2″ O)                                         |              |             | ND WF 00048 |
| Fotos hochladen | Park Breustedt            | Schladen (52° 1′ 12,5″ N, 10° 32′ 20,7″ O)                                        |              |             | ND WF 00057 |
| BW              | Wilder Birnbaum           | Schladen Großer Scholteichberg (52° 0′ 55,6″ N, 10° 30′ 23,9″ O)                  |              |             | ND WF 00058 |
| BW              | Altenröder Gutsteiche     | Altenrode (52° 3′ 7,9″ N, 10° 29′ 33,7″ O)                                        |              |             | ND WF 00051 |
| BW              | Eiche                     | Beuchte Weststraße (51° 59′ 8″ N, 10° 30′ 57,4″ O)                                |              |             | ND WF 00043 |
| BW              | 4 Bäume                   | Isingerode Teichwiese (52° 1′ 8,9″ N, 10° 34′ 22,6″ O)                            |              |             | ND WF 00064 |
| BW              | Buche                     | Werlaburgdorf Westlich der A395 (52° 3′ 8,5″ N, 10° 30′ 23,4″ O)                  |              |             | ND WF 00060 |

### Sickte
In der Samtgemeinde Sickte gab es diese Naturdenkmale.
| Bild                          | Bezeichnung                            | Ort, Lage                                             | Beschreibung | Schutzzweck | Nummer      |
| ----------------------------- | -------------------------------------- | ----------------------------------------------------- | --- | ----------- | ----------- |
| BW                            | Schnurbaum                             | Dettum Poststraße (52° 10′ 14,5″ N, 10° 39′ 59″ O)    | |             | ND WF 00065 |
| mehr Fotos \| Fotos hochladen | Vorgeschichtlicher Grabhügel mit Linde | Evessen Am Tumulus (52° 11′ 19″ N, 10° 42′ 19,2″ O)   | Eine etwa 800 Jahre alte Linde, Naturdenkmal seit 1944. Sie diente bis 1808 als Gerichtslinde der Vogtei Evessen. Ihr Standort ist ein Grabhügel mit einem Durchmesser von 34 m und einer Höhe von 6 m. |             | ND WF 00012 |
| BW                            | Linde                                  | Evessen Grasgarten (52° 11′ 12,4″ N, 10° 42′ 41,4″ O) | |             | ND WF 00013 |

### Wolfenbüttel
In der Stadt Wolfenbüttel gab es diese Naturdenkmale.
| Bild                          | Bezeichnung                    | Ort, Lage                                                            | Beschreibung | Schutzzweck | Nummer      |
| ----------------------------- | ------------------------------ | -------------------------------------------------------------------- | ------------ | ----------- | ----------- |
| BW                            | Linde                          | Halchter Wasserstraße/Zum Okerstrand (52° 8′ 31″ N, 10° 32′ 59,2″ O) |              |             | ND WF 00009 |
| BW                            | Eibe                           | Salzdahlum Braunschweiger Straße (52° 11′ 56,8″ N, 10° 36′ 5″ O)     |              |             | ND WF 00023 |
| mehr Fotos \| Fotos hochladen | Salzgraben                     | Salzdahlum bei der Salzbergstraße (52° 11′ 56,8″ N, 10° 36′ 5″ O)    |              |             | ND WF 00040 |
| BW                            | Baumgruppe                     | Wolfenbüttel Blankenburger Straße (52° 10′ 13,1″ N, 10° 32′ 31,6″ O) |              |             | ND WF 00037 |
| BW                            | Okertalarme bei Groß Stöckheim | Wolfenbüttel (52° 10′ 24,2″ N, 10° 31′ 29,3″ O)                      |              |             | ND WF 00038 |